# Mlečice
Mlečice é uma comuna checa localizada na região de Plzeň, distrito de Rokycany.